# Empresário (direito empresarial)
No direito empresarial, empresário é o sujeito de direito que exerce a empresa, ou seja, aquele que exerce profissionalmente (com habitualidade) uma atividade econômica (que busca gerar lucro) organizada (que articula os fatores de produção) para a produção ou a circulação de bens ou de serviços. O empresário pode ser pessoa física (empresário em nome individual) ou jurídica (sociedade empresária). Os sócios de uma sociedade empresária (sejam eles empreendedores, sejam eles investidores) não são empresários; o empresário é a própria sociedade, sujeito de direito com personalidade autônoma em relação aos sócios. Segundo Fábio Ulhoa Coelho:

Deve-se desde logo acentuar que os sócios da sociedade empresária não são empresários. Quando pessoas (naturais) unem seus esforços para, em sociedade, ganhar dinheiro com a exploração empresarial de uma atividade econômica, elas não se tornam empresárias. A sociedade por elas constituída, uma pessoa jurídica com personalidade autônoma, sujeito de direito independente, é que será empresária, para todos os efeitos legais. Os sócios da sociedade empresária são empreendedores ou investidores, de acordo com a colaboração dada à sociedade (os empreendedores, além de capital, costumam devotar também trabalho à pessoa jurídica, na condição de seus administradores, ou as controlam; os investidores limitam-se a aportar capital). As regras que são aplicáveis ao empresário individual não se aplicam aos sócios da sociedade empresária – é muito importante apreender isto.